# Leonie Kluwig
Leonie Kluwig (30 de noviembre de 1998) es una deportista alemana que compite en bobsleigh. Ganó una medalla de oro en el Campeonato Europeo de Bobsleigh de 2025, en la prueba doble.

## Palmarés internacional
| Campeonato Europeo | Campeonato Europeo    | Campeonato Europeo | Campeonato Europeo |
| Año                | Lugar                 | Medalla            | Prueba             |
| ------------------ | --------------------- | ------------------ | ------------------ |
| 2025               | Lillehammer (Noruega) | Medalla de oro     | Doble              |